# 넷버스트
인텔의 넷버스트 마이크로아키텍처(Netburst Microarchitecture)는 이전의 P6 마이크로아키텍처의 계승자이다.
인텔 내부에서는 P68이라고도 불린다. 이 아키텍처를 처음으로 사용한 것은 2000년 12월에 발매된 펜티엄 4 윌라멧이다. 넷버스트 아키텍처 다음으로는 코어 마이크로아키텍처가 나왔다.
넷버스트는 칩의 고속화에 중점을 둔 것이었으나 이로 인해 클럭 속도가 높아지면 소비 전력과 발열이 매우 높아진다는 단점이 있다.

## 소켓
- 소켓 423
- 소켓 478
- 소켓 771
- 소켓 775
- 소켓 603
- 소켓 604

## 같이 보기
- 마이크로아키텍처